# Karoly Alexy

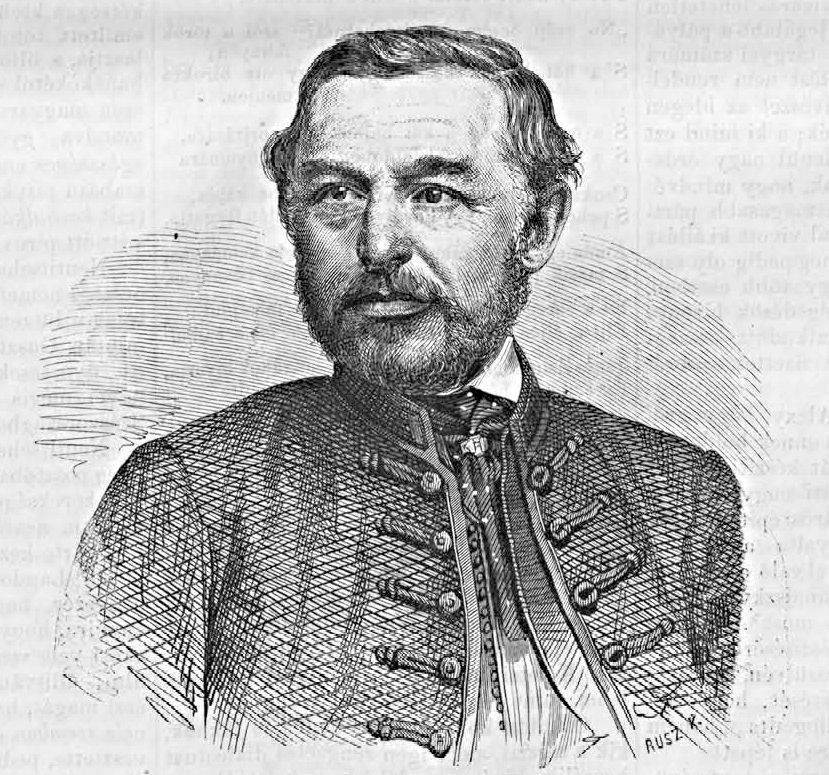
Karoly Alexy, 1864

Karoly Alexy (auch Karl Alexy, * 1816 in Poprad, Königreich Ungarn; † 1880 in Budapest) war ein ungarischer Bildhauer.

## Leben
Alexy besuchte ab 1834 als Bronzearbeiter die Sonntagskurse der Wiener Akademie der bildenden Künste. In weiterer Folge wurde er Schüler der dortigen Bildhauerklasse unter Josef Klieber. Seine Karriere begann 1841, als er eine Porträtbüste und eine Reiterstatue der britischen Königin Victoria der Öffentlichkeit präsentierte. Es folgten Studienreisen nach Deutschland, Frankreich und Italien. Im Zuge der Revolution von 1848/1849 im Kaisertum Österreich stellte er sich auf die Seite der revolutionären ungarischen Freiheitskämpfer, was ihm eine Verurteilung und eine dreijährige Gefangenschaft in Pest einbrachte. Nach seiner Freilassung übersiedelte Alexy nach London, wo er vorerst im Atelier von William Behnes (1795–1864) arbeitete, in weiterer Folge aber selbstständig tätig war. In dieser Zeit entstanden im Crystal Palace die Büsten Raffaels und seiner Geliebten Margherita Luti sowie einige Figurengruppen zum ostindischen Krieg, welche großes Aufsehen erregten und den Künstler bekannt machten. 1861 kehrte Karoly Alexy wieder in seine Heimat Ungarn zurück. In dieser Zeit schuf er die kolossale Marmorbüste des ungarischen Freiheitskämpfers Graf Lajos Batthyány, weiters übernahm er die plastische Dekoration der Budapester Redoute. Im Anschluss daran unterrichtete er Zeichnung an der dortigen Oberrealschule.

## Werk
Die Hauptwerke von der Hand des Karoly Alexy befinden sich heute in Wien, London und in Ungarn. Besonders bemerkenswert ist eine Serie von ehedem 16 Bronzestatuetten, welche die berühmtesten Feldherren seit dem 15. Jahrhundert darstellen. Sie stammen aus der Wiener Schaffensperiode und befinden sich heute im Heeresgeschichtlichen Museum in Wien.
Seine Arbeiten sind von akademischen Stil gekennzeichnet und zeigen einen vom Rokoko beeinflussten Naturalismus.
Aus der Serie von ehedem 16 Statuetten bekannter Feldherren ab dem 15. Jahrhundert (alle Bronze, 1844, Heeresgeschichtliches Museum, Wien):
- Kaiser Maximilian I.
- Georg von Frundsberg
- Kaiser Karl V.
- Niklas Graf Salm
- Lazarus Freiherr von Schwendi
- Albrecht von Wallenstein
- Prinz Eugen von Savoyen
- Karl V. Herzog von Lothringen
- Ernst Rüdiger Graf Starhemberg
- Raimondo Fürst Montecuccoli
- Gideon Freiherr von Laudon
- Franz Moritz Graf Lacy
- Leopold Joseph Graf Daun
- Karl Philipp Fürst Schwarzenberg
- Erzherzog Karl von Österreich-Teschen